# Blace (Serbia)
Blace (serbocroata cirílico: Блаце) es un municipio y villa de Serbia perteneciente al distrito de Toplica del sur del país.
En 2011 tenía 11 754 habitantes, de los cuales 5253 vivían en la villa y el resto en las 39 pedanías del municipio. Casi todos los habitantes son étnicamente serbios.
Se ubica unos 25 km al noroeste de la capital distrital Prokuplje, sobre la carretera 38 que lleva a Kruševac.

## Pedanías
Junto con Blace, pertenecen al municipio las siguientes pedanías: